# 乌斯曼·塞姆班

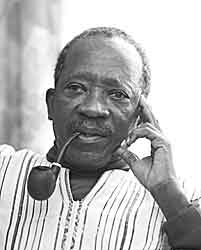
烏斯曼·塞姆班 (1987)

烏斯曼·塞姆班（法語：Ousmane Sembène，1923年1月1日—2007年6月9日），塞内加尔电影导演、制作人和编剧。他常被人们称作“非洲电影之父”。

## 电影生涯
塞姆班十分关心社会变迁，试图接触最广的受众。1960年他回到塞内加尔后，意识到自己的文学作品只能被少部分精英阶层的人阅读。于是，在他40岁时，他决心投入制作电影的事业，以创作出更贴近普通非洲观众的作品。
1963年，他制作了首部电影——《Barom Sarret》，次年他给该片取了个短小精悍的名字——《Niaye》。1966年，他拍摄了自己的首部剧情片——《黑女孩》，它是根据塞姆班自己的一篇短篇小说改编；该片也是撒哈拉以南非洲导演制作的首部剧情片。虽然这部法语片只有60分钟，但获得了让·维果奖，为非洲电影赢得了世界声誉。该片获得成功后，塞姆班又拍了一部以自己的母语沃洛夫语对白的影片《汇款单》，之后又拍摄了沃洛夫语影片《萨拉》（1975、根据他自己的小说改编）、《外来人》（1977）、《泰鲁易军营》（1987）和《Guelwaar》（1992）。1971年他还制作了迪奥拉语影片《Emitai》。1977年，他曾任第27届柏林国际电影节评审团成员。
塞姆班电影的通常的主题是殖民主义的历史、宗教的失败、对非洲新资产阶级的批判、以及非洲妇女的力量。他最近的影片《穆拉戴》（2004）曾在戛纳电影节获奖。